# Proculo Gregorio
Proculo Gregorio (latino: Proculus Gregorius; fl. 377-383) è stato un politico romano di età imperiale, prefetto del pretorio delle Gallie nel 383.

## Biografia
Nel 377 era prefetto dell'annona a Roma e si occupò di restaurare le Terme di Porta Marina di Ostia.
Attorno al 379 ricopriva probabilmente la carica di quaestor; scrisse un discorso a nome dell'imperatore Graziano sulle sue vittorie, poi pronunciato da Quinto Aurelio Simmaco dinanzi al Senato romano (forse il 17 novembre di quell'anno). Nel 380 era ancora alla corte imperiale, dove ricevette due lettere di Simmaco.
Ricoprì la carica di prefetto del pretorio delle Gallie nel 383, prima della rivolta di Magno Massimo; ricevette la richiesta d'aiuto di Itacio di Ossonoba, espulso dalla Spagna da Volvenzio schieratosi dalla parte di Priscilliano. Il suo mandato terminò prima della morte di Graziano, avvenuta il 25 agosto di quell'anno. Decimo Magno Ausonio lo menziona nella dedica del volume IV del De fastis.
Morì prima del 400; lasciò un figlio.